# Columbus Tubi
Columbus Tubi ist einer der weltweit ältesten Hersteller von Stahlrohren für den Fahrradrahmenbau. Die Firma aus Caleppio di Settala bei Mailand stellt seit 1919 Rohrsätze für den Rahmenbau her. Neben Reynolds, einem britischen, und Tange International, einem japanischen Hersteller, war Columbus der weltweit führende Hersteller von Stahlrohren für Fahrradrahmen. Heute ist die Firma nach wie vor einer der namhaftesten Hersteller von Fahrradrahmenrohren und Rahmen oder Komponenten aus kohlenstofffaserverstärktem Kunststoff (KFK, CFK, „Carbon“). Columbus Tubi gehört über die Gruppo SPA, der unter anderem auch der Komponenten-Hersteller Cinelli angeschlossen ist, der texanischen Investmentgesellschaft Asobi Ventures.
Symbol der Firma ist die Taube, da „Columba“ das lateinische Wort für Taube ist.

## Geschichte

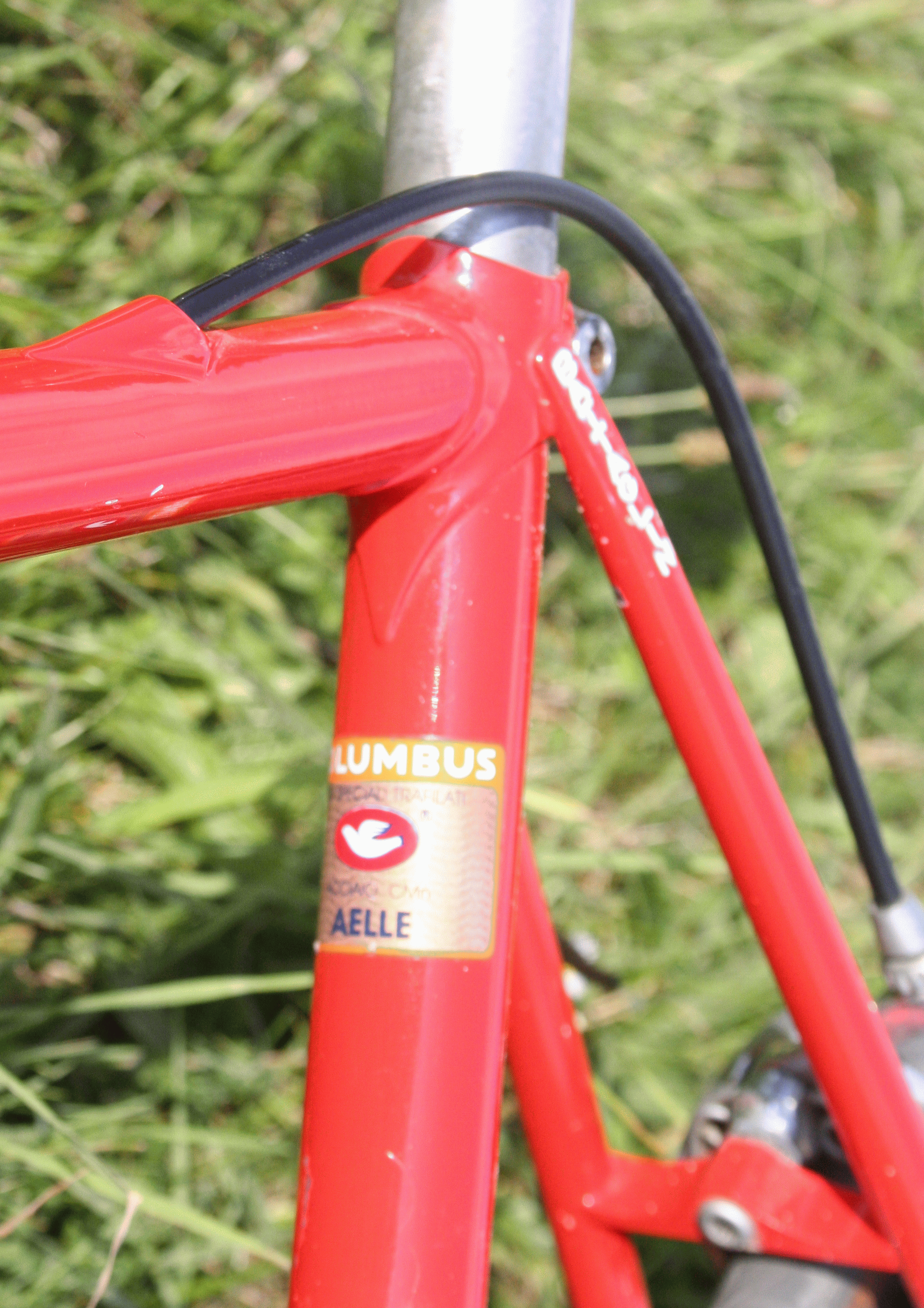
Columbus-Label auf einem Stahlrahmen

Columbus wurde 1919 von Angelo Luigi Colombo gegründet, er stellte schon zu dieser Zeit Rohre für namhafte Fahrradmanufakturen her. Ab 1931 produzierte die Firma geschweißte und nahtlose Rohre für die Produktion von Fahrrädern, Motorrädern, Autos, Flugzeugen und Möbeln. In den 1930er Jahren wurden erstmals spezielle Rohre für Fahrräder gefertigt, die unter den Namen Aelle, Tenax und Columbus bekannt wurden. 1977 wurde der Fahrradbereich der Firma unter der Führung von A. L. Colombos jüngstem Sohn Antonio Colombo unabhängig und stellt seitdem Rohre aus Aluminium, Stahl und KFK für den Fahrradbau her.
Columbus gehört seit August 2021 mittels der Unternehmensgruppe Gruppo SRL der texanischen Investmentgesellschaft Asobi Ventures.

## Produktreihen
Stahlrohre für die Rahmen wurden in verschiedenen Qualitäten geliefert: früher Gara, heute Niobium, Nivacrom und XCR. Heute bietet die Firma Carbon XLR8R Plus aus KFK an.
Am meisten verwendet wurden Stähle aus der 41xx-Familie (Society of Automotive Engineers [SAE]). Diese Legierung besteht aus den Elementen Eisen, Kohlenstoff, Chrom und Molybdän, was meist zur Bezeichnung Chromoly-Stahl (auch CrMo, Cr-Moly etc.) führte. Oft findet sich der Zusatz „Tre Tubi“ (italienisch für „drei Rohre“) bei Columbus-Rohrsätzen. Das bedeutet, dass bei dem jeweiligen Rahmenmodell nur das Rohrdreieck der Hauptrohre (Oberrohr, Sitzrohr und Unterrohr; vergleiche Abbildung zu den Teilen eins Diamantrahmens) aus Columbus-Rohren gefertigt wurden, nicht aber die Sitz- und Kettenstreben.

### Stahlrohre
Die Gewichtsangabe bezieht sich auf ein Rahmenset.
| Marke                                        | Beschreibung | Gewicht (g) | Abnehmer                                       | Herstellungszeitraum                                 |
| -------------------------------------------- | --- | ----------- | ---------------------------------------------- | ---------------------------------------------------- |
| Brain                                        | Hochwertiges Rohr, moderner als die SLX- und SL-Rohre. Meist als Oversized-Variante verbaut. Steifigkeit LK 75Nm/TL 88Nm | 1870        | Bianchi, Schweizer Marken und andere           | seit 1998                                            |
| Max                                          | Rohre aus Nivacrom-Stahl mit außergewöhnlicher Festigkeit hergestellt. Elliptische Querschnitte sind so hergestellt, dass sie aktiven und passiven Spannungen entgegengesetzt ausgerichtet sind. Dieses Set wurde entwickelt, um extremen Anforderungen zu widerstehen: Sprint, Zeitfahren, Bergfahren und starke zentrifugale Beschleunigung beim Abstieg. | 1900        | Bianchi, Pinarello und andere                  | seit 1989                                            |
| Zona                                         | preTelai-Stahl, große Auswahl an Rohrdurchmessern | ?           | Patria, Norwid                                 | aktuell                                              |
| Matrix Cromor                                | Hergestellt aus kalt gezogenem, Chrom-Molybdän-Stahl (CrMo) | 2190        | Bianchi, Battaglin, Santini, Faggin und andere | Matrix ab ca. 1982, Namensänderung in Cromor ab 1986 |
| XCR                                          | Aktuelles Rohr, dreifach konifiziert, aus rostfreiem Stahl | ?           | Bianchi und andere                             | seit 2012                                            |
| Thron                                        | leichte Rohre mit Wandstärken von 0,9 bis zu 0,6 mm | ?           | Peugeot und andere                             | aktuell                                              |
| Gara Or                                      | Auf dem Gara-Set basierend, in verschiedenen Durchmessern und Stärken für die drei Rohre des Rahmens, geeignet für MTB, stoßdämpfend und beständig gegen Belastungen auf unebenem Gelände. CrMo-Stahl | 2740        | Bianchi und andere                             | ab 1989                                              |
| Aelle                                        | Rohrsatz für Amateur- und Tourenräder. Dünne Wandstärke der Rohre sorgte für Gewichtsreduzierung. Aelle war in den 80er Jahren weit verbreitet im Rennradbereich. CMn-Stahl | 2345        | Bianchi, Enik, Cilo und andere                 | Mitte der 80er Jahre                                 |
| Zeta (Tubi Trafilati in acciaio al carbonio) | Hochwertiges Rohr für Rennräder | ?           | Enik und andere                                | Mitte der 80er Jahre                                 |
| Life                                         | Verschiedene Elemente in der Legierung erlauben eine geringere Wandstärke | ?           | Bianchi und andere                             | aktuell                                              |

## Firmen mit Rahmen aus Columbusrohren

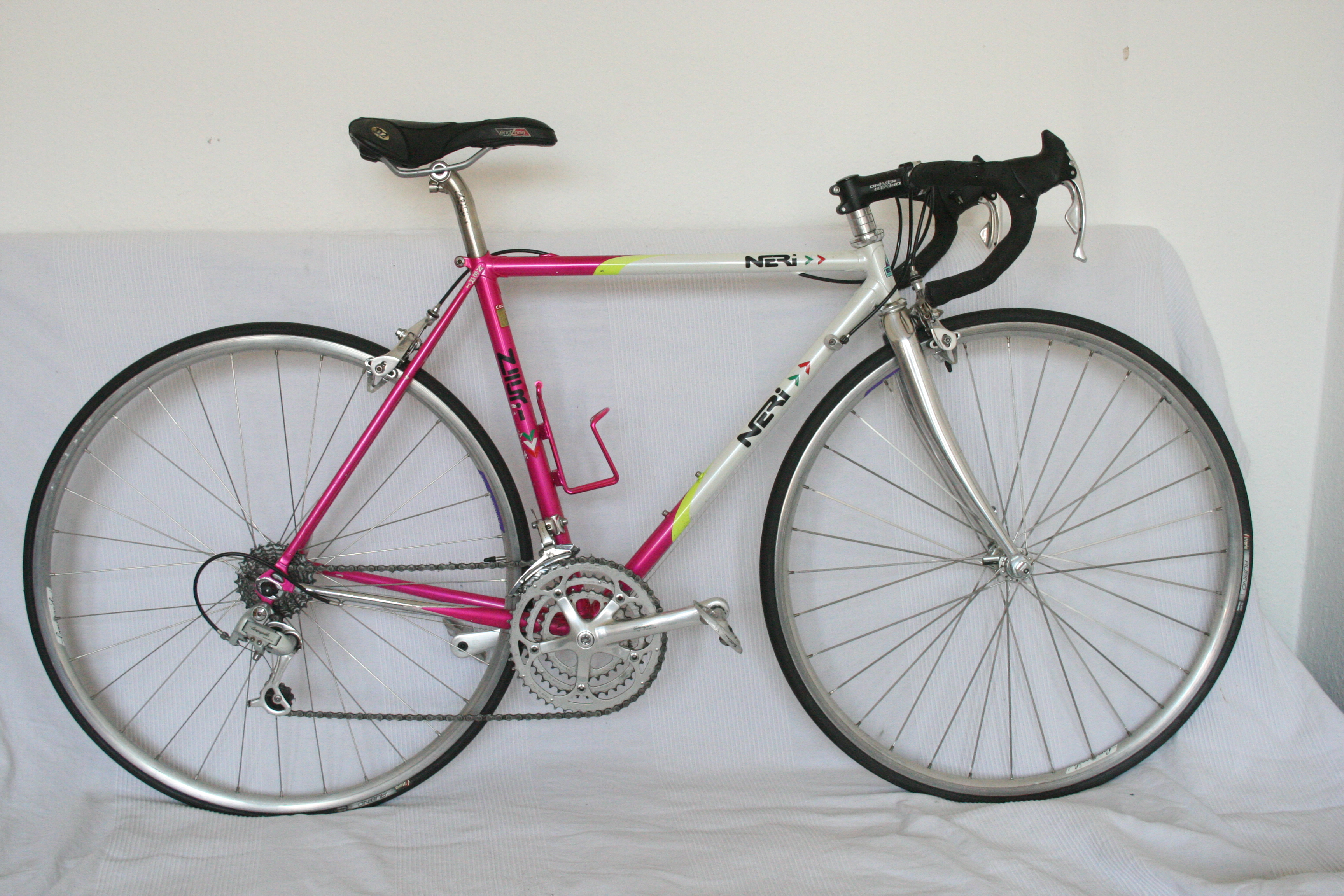
Neri-Rennradrahmen der 1990ern aus Columbus SLX

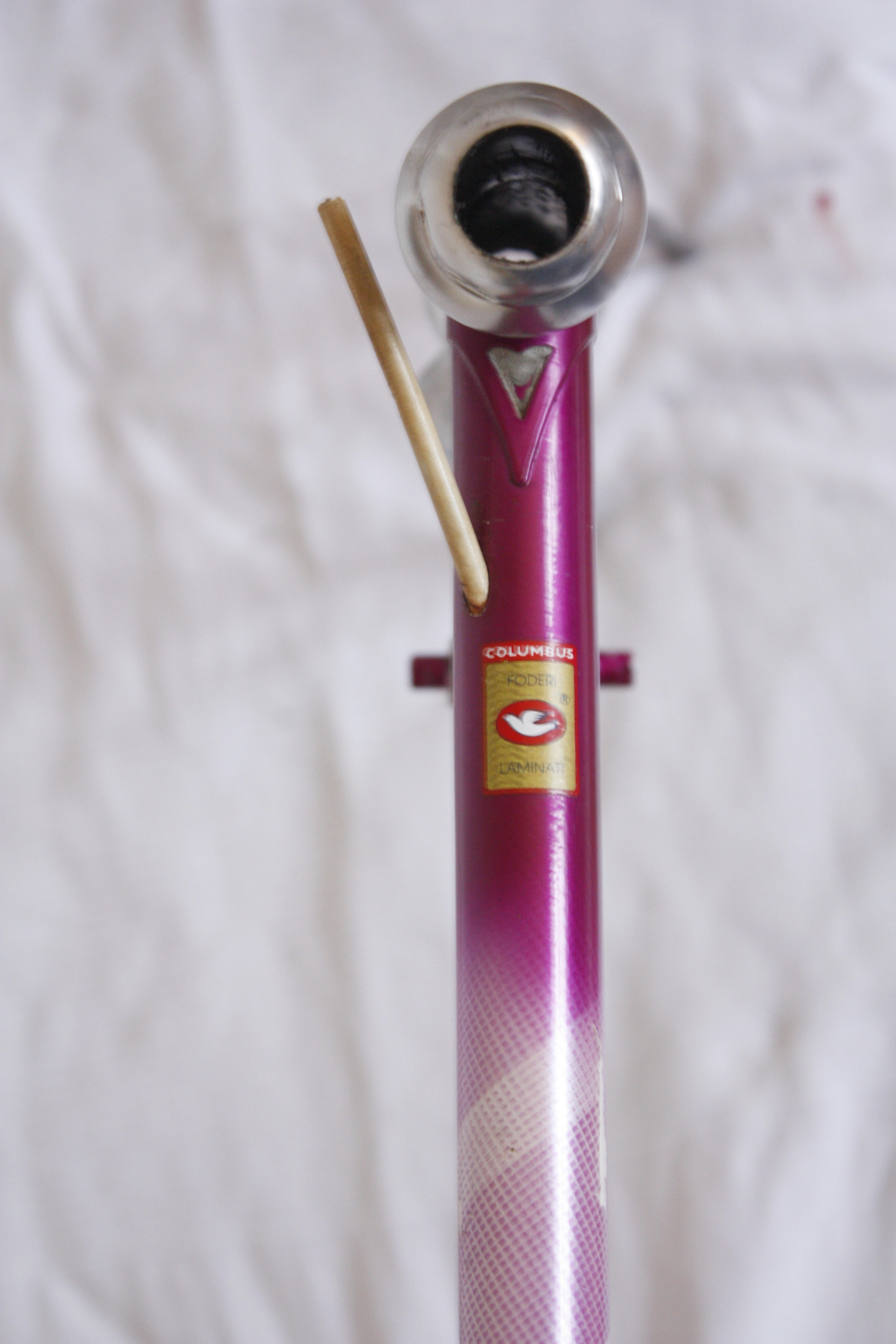
Rennradrahmen von Giovanni mit Columbus-Rohren

Vor allem italienische Fahrradhersteller verbauten und verbauen Columbus-Rohre.
- Albuch Kotter
- Battaglin
- Benotto
- Bianchi
- Cilo Swiss
- Cinelli
- Ciocc
- Concord
- Colnago
- Dancelli
- De Rosa
- Diamant
- Enik
- Faggin
- Fondriest
- Gios
- Olmo
- Cicli Moser
- Patria
- Peugeot
- Pinarello
- Puch
- Puros
- Rossin
- Romani
- Schauff
- Simonelli (Radsport Holczer)
- VSF Fahrradmanufaktur
- Zullo

## Bilder

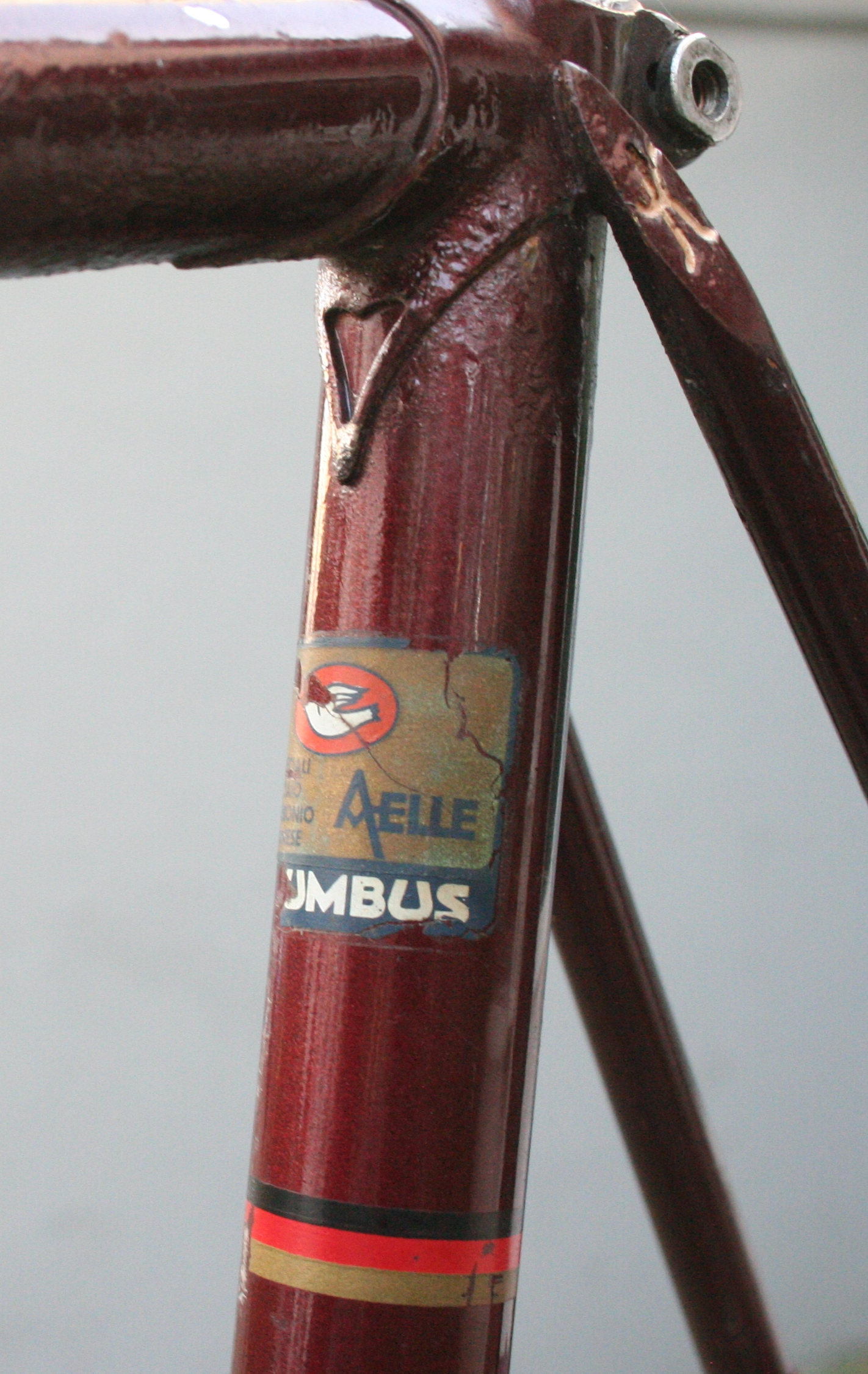
Aelle-Markenzeichen an einem Rennrad von Albuch Kotter
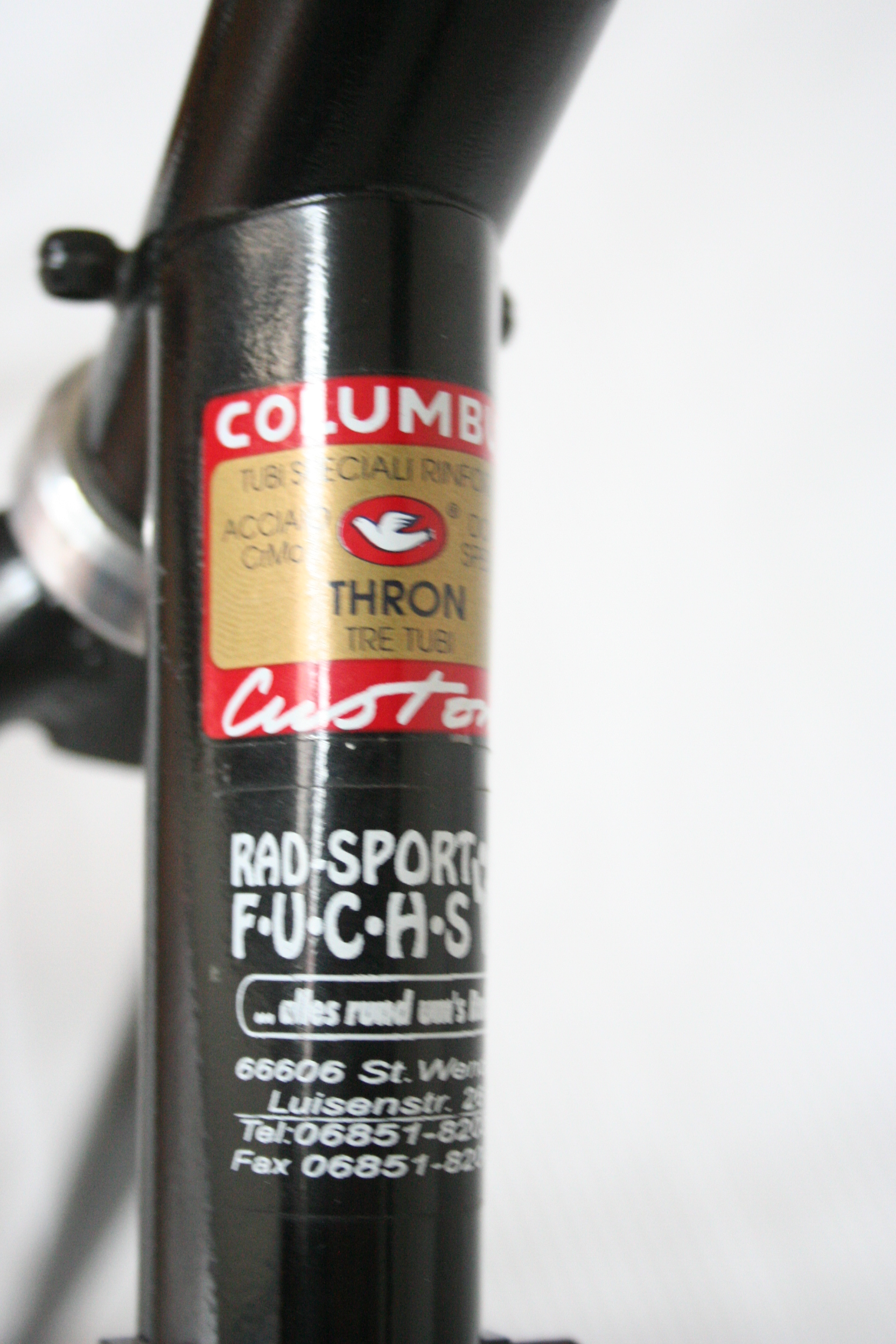
Thron-Markenzeichen an einem Peugeot-Rennrad
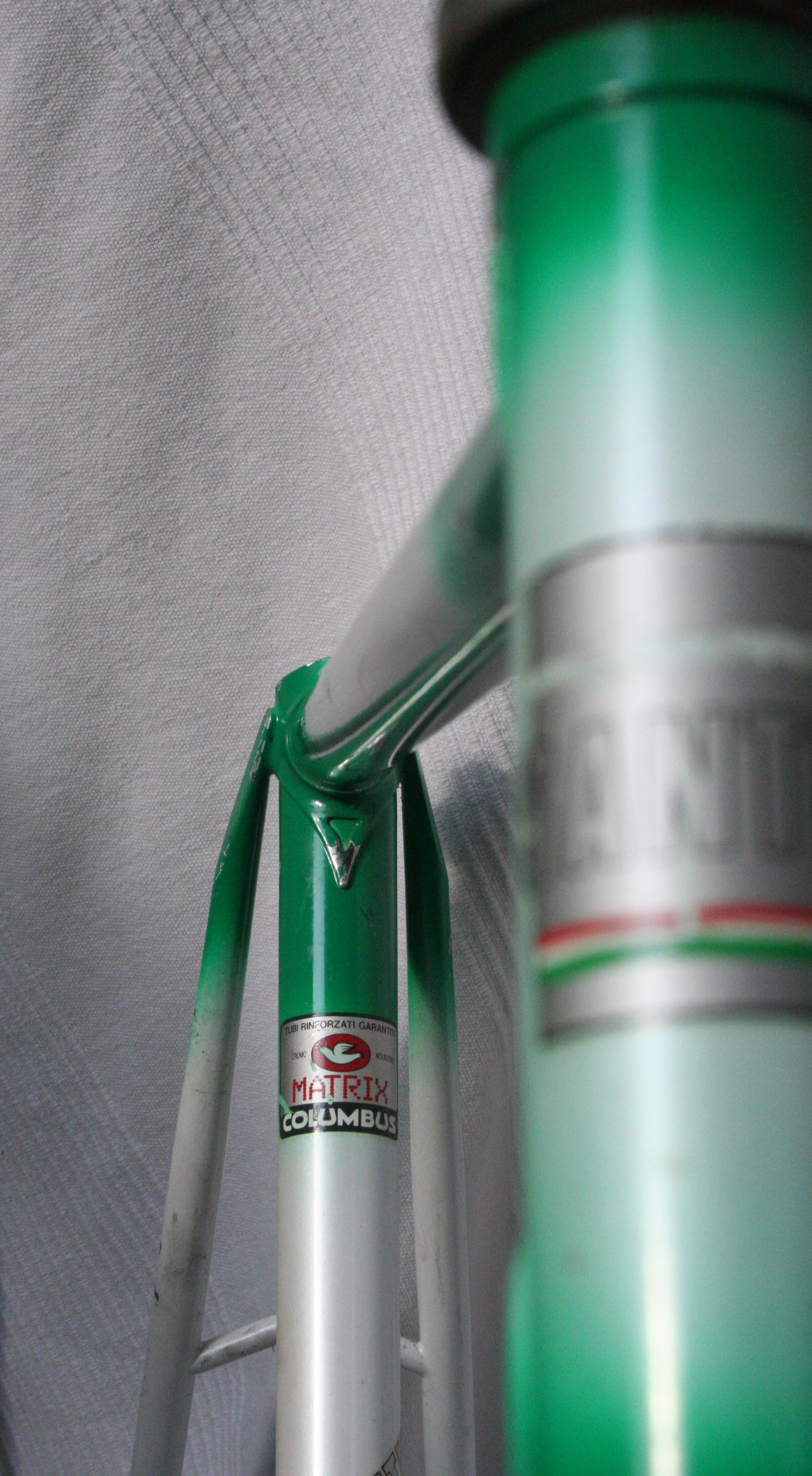
Matrix-Markenzeichen auf einem Santini-Rennrad
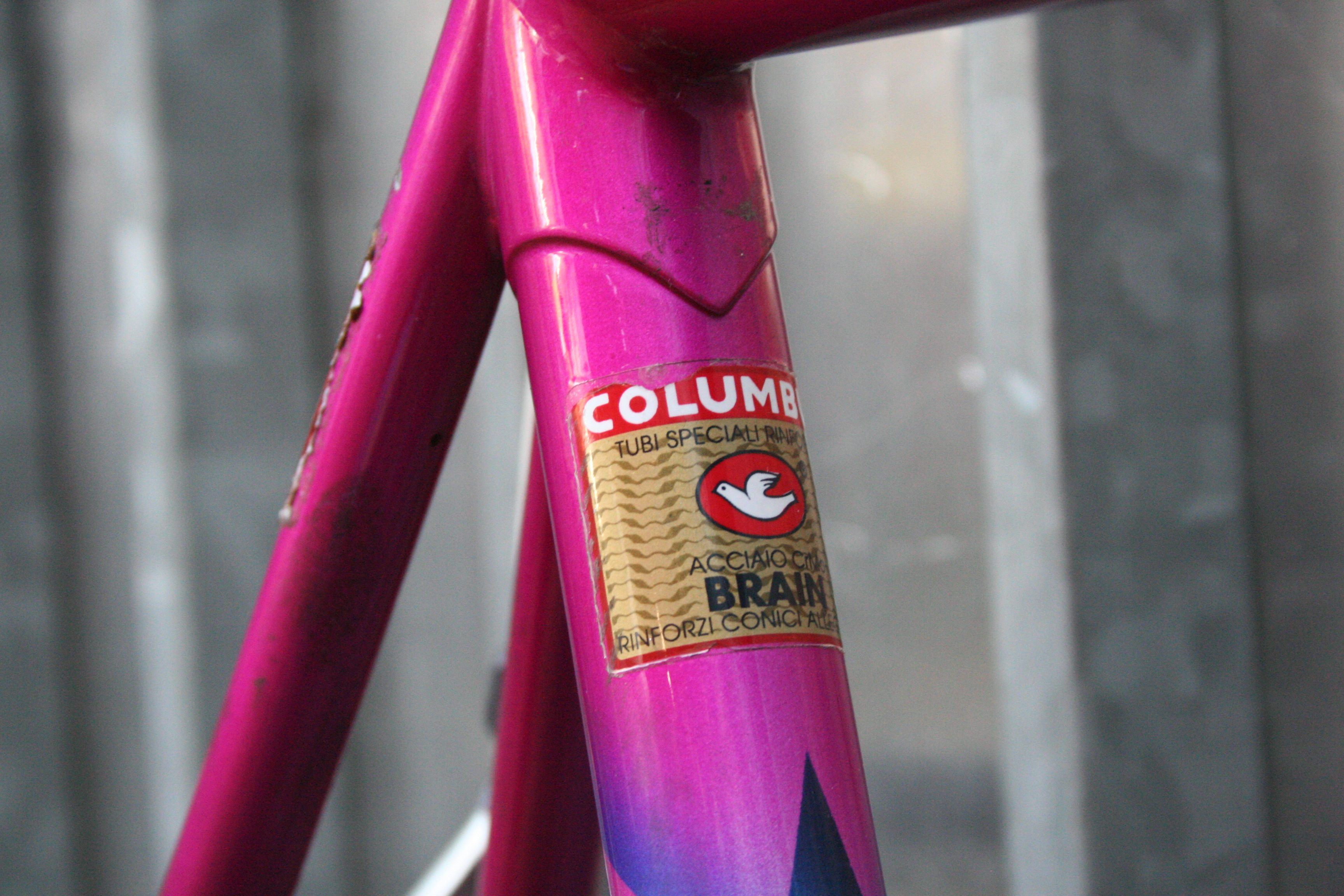
Brain-Markenzeichen an einem Wernli-Sport-Rennrad
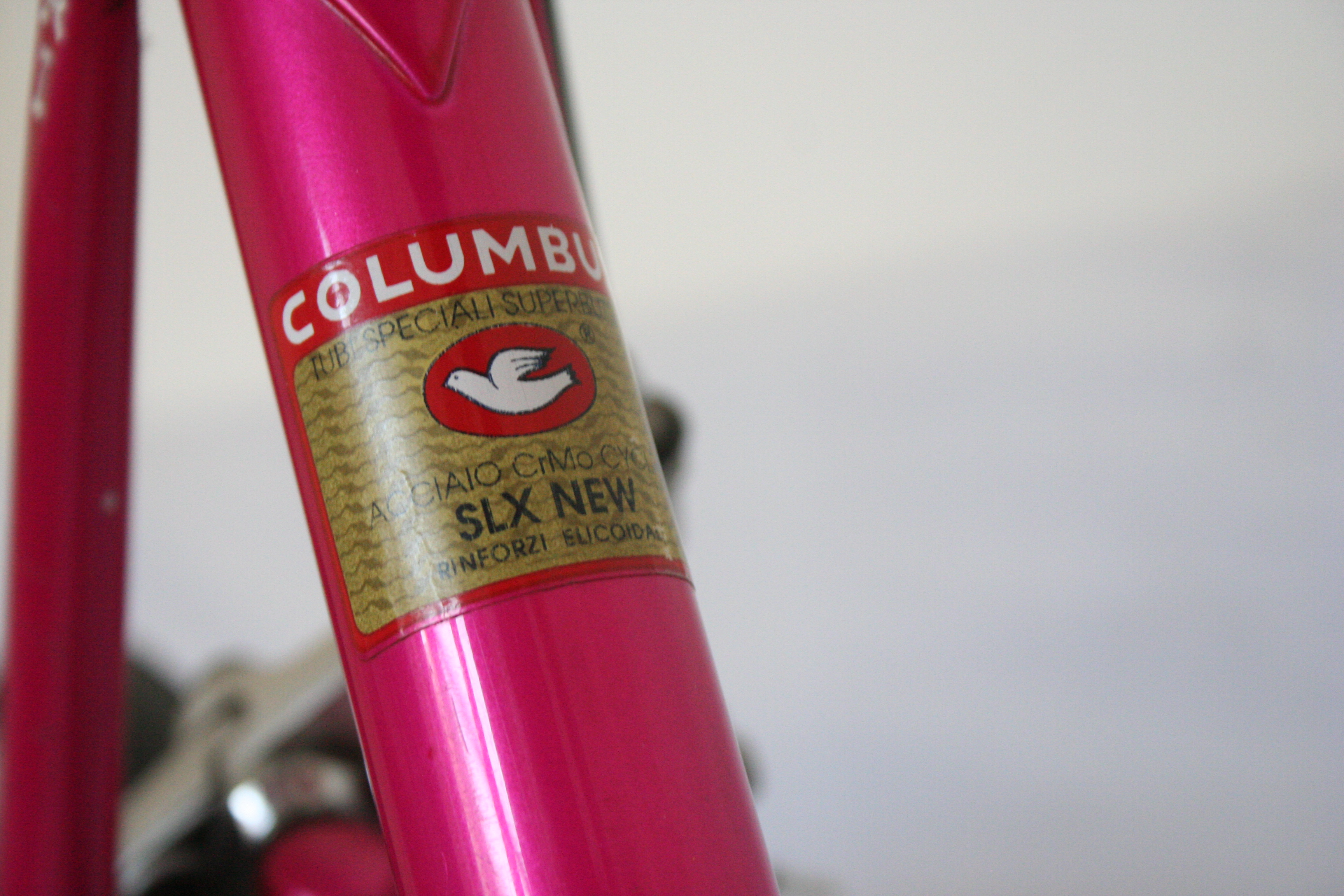
SLX-Markenzeichen auf einem Neri-Rennrad